# نصرالله محلة (مقاطعة فومن)
نصراللة محله (بالفارسية: نصرالله محله) هي قرية تقع في غيلان في إيران. يقدر عدد سكانها بـ 388 نسمة بحسب إحصاء 2016.